# Baldriga cendrosa mediterrània

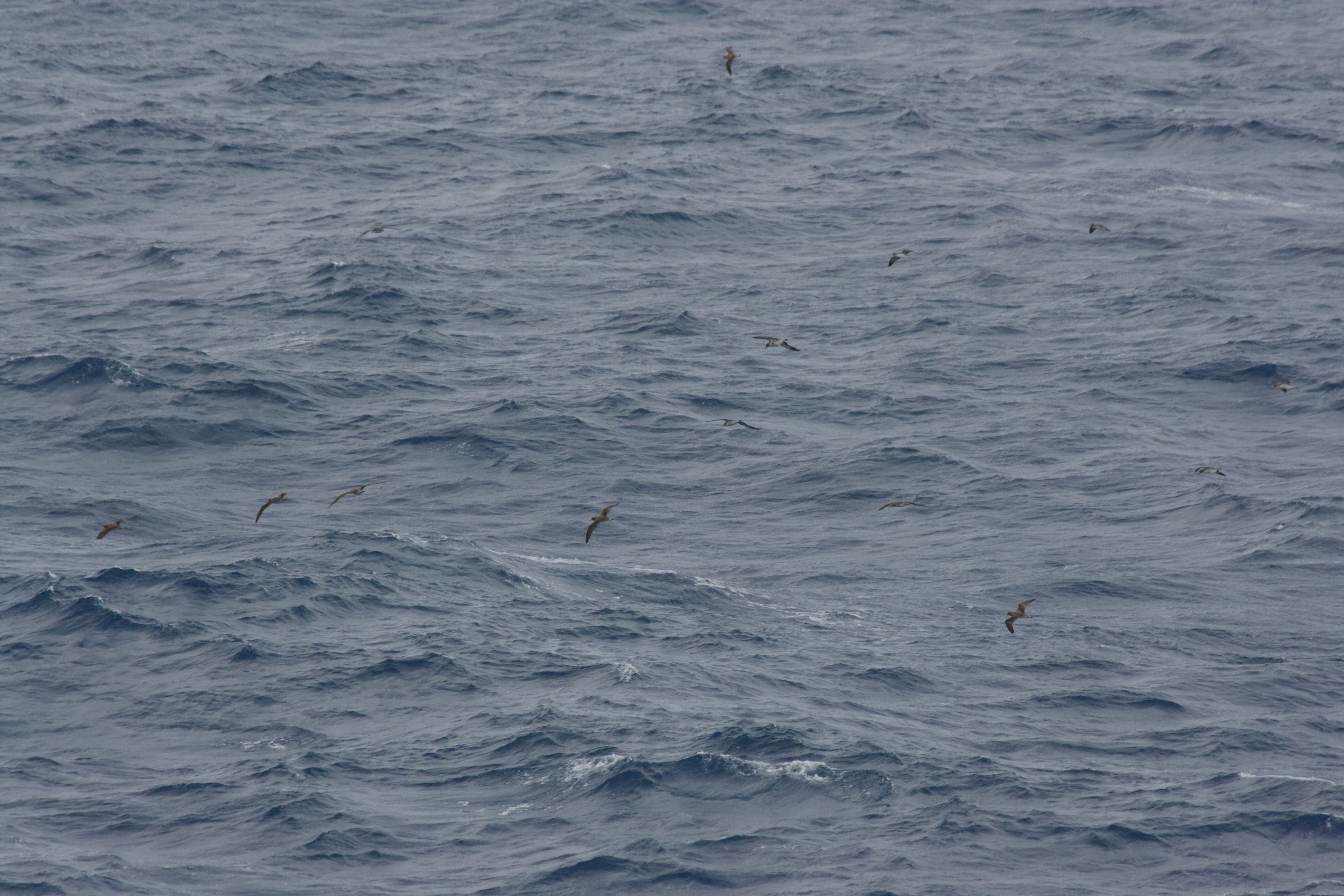
Estol de baldrigues cendroses fotografiat a Madeira.

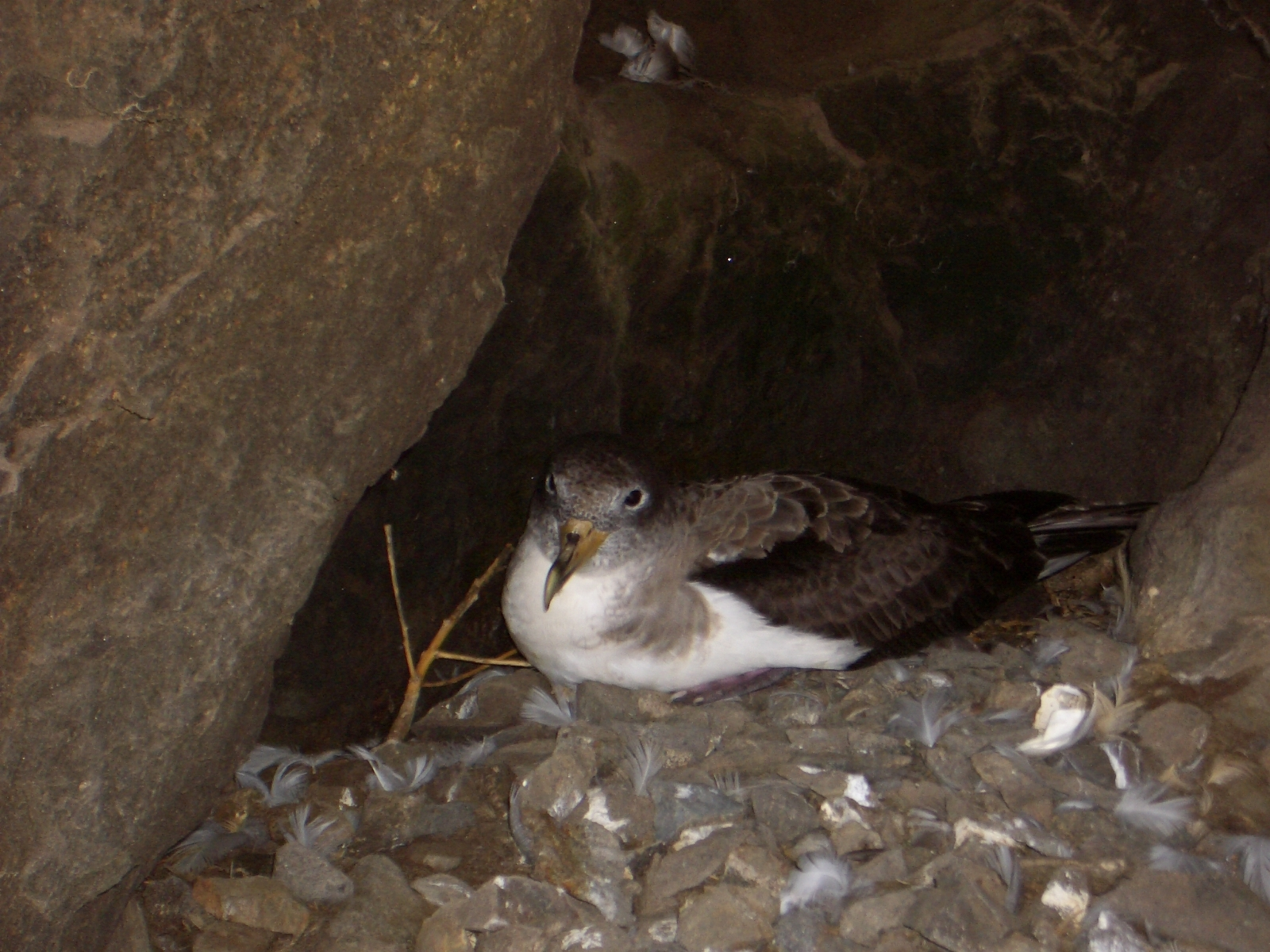
Exemplar fotografiat a les Illes Selvagens.

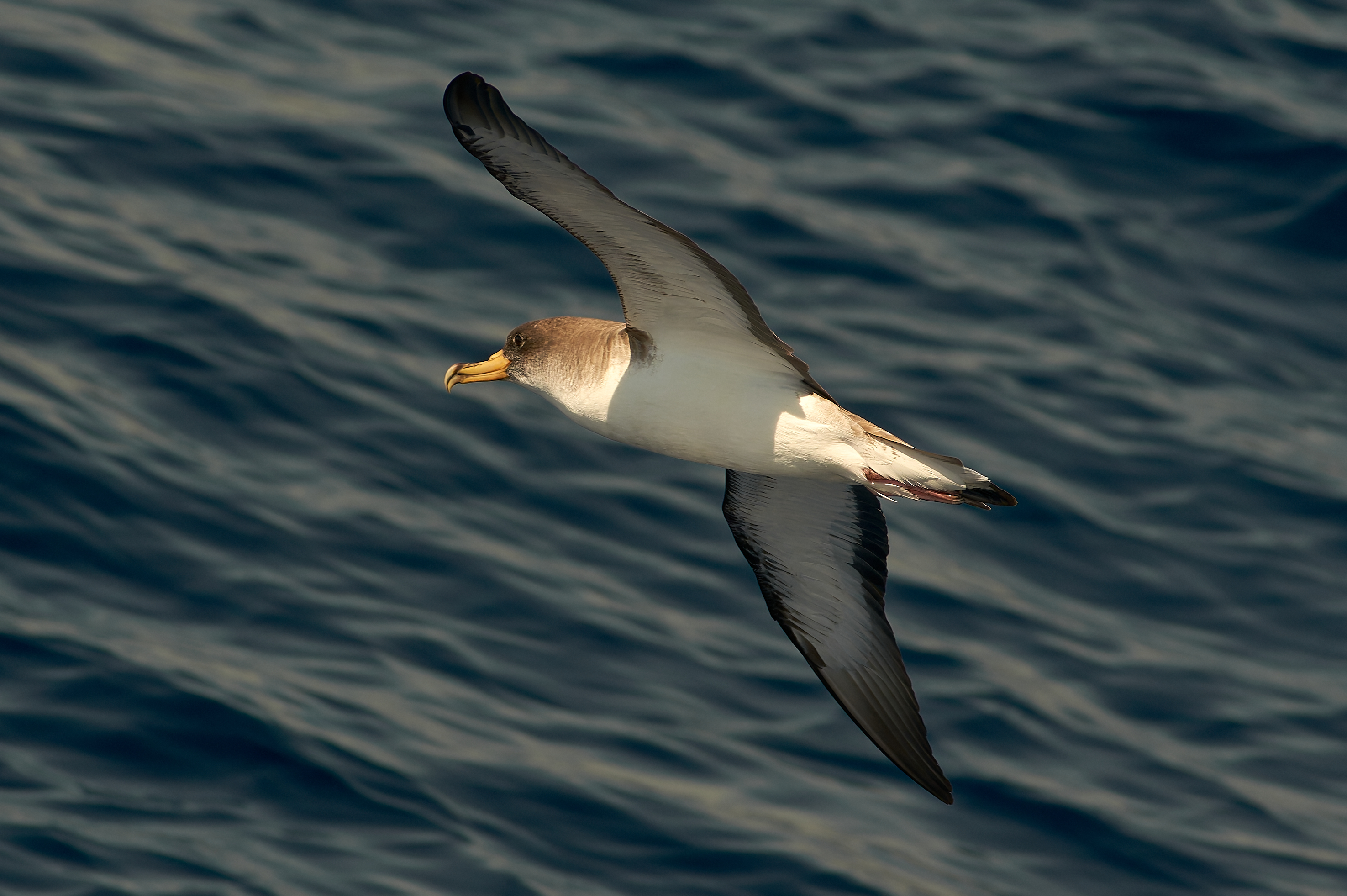
Un exemplar en ple vol

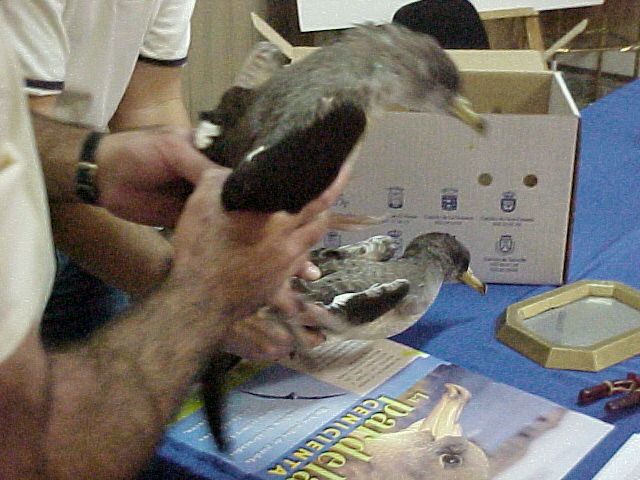
Anellatge d'exemplars capturats a les Illes Canàries.

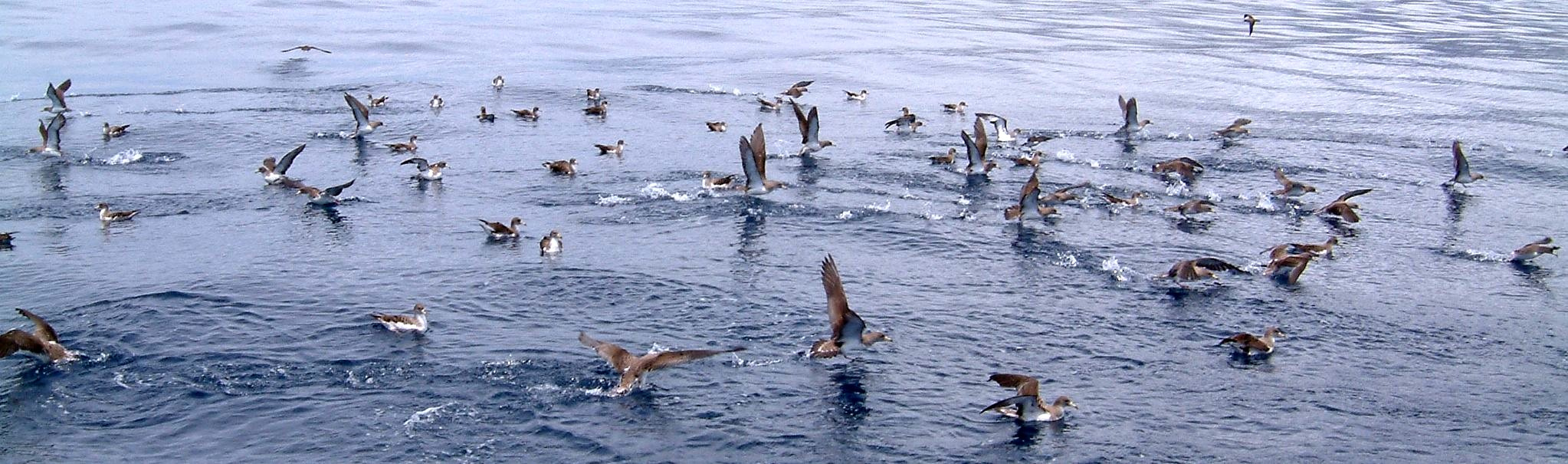
Estol de virots grossos fotografiat a Madeira.

La baldriga cendrosa mediterrània, baldritja gran o virot gros (Calonectris diomedea) és una espècie d'ocell de l'ordre dels procel·lariformes.

## Descripció
- És més grossa (45-56 cm) que la baldriga pufí. La seua envergadura alar és de 112-126 cm.
- Pesa entre 700 i 800 g.
- Té el cap grisenc, el dors bru i les parts inferiors blanques.
- Bec groc rosaci pàl·lid, fosc prop de la punta.
- Ales llargues i flexibles que duu lleugerament o netament arquejades.
- Potes rosa pàl·lid.
- No presenta dimorfisme sexual però la femella és més lleugera i té un bec més fi.[1]
- Els exemplars immadurs són semblants als adults.

## Subespècies
- Calonectris diomedea diomedea (Mar Mediterrània fonamentalment).
- Calonectris diomedea borealis (Canàries, Madeira i Açores).
- Calonectris diomedea edwardsi (Cap Verd)[2]

## Reproducció
No nidifica al Principat de Catalunya (se'n va als Columbrets, a Balears o a altres illes per fer-ho).
Basteix el niu amb pals i vegetació marina dins les coves dels penya-segats. Hi pon un ou durant el maig-juny, el cova durant 4 setmanes i, a finals d'octubre, el poll abandona el niu. Després de l'eclosió de l'ou, el niu només és visitat pels progenitors a la nit per evitar el seu saqueig per part de les gavines.
La colònia de cria més nombrosa d'aquesta espècie a nivell mundial es troba a les Illes Salvatges.

## Alimentació
- Menja mol·luscs, ous de peixos, crustacis, cefalòpodes, despulles marines i vegetals.
- Acostuma a seguir els vaixells de pesca per aprofitar els peixos que són llençats per la borda a causa del seu nul interès comercial.
- Prefereix alimentar-se de nit i introduint només el bec per sota de la superfície de l'aigua però, de vegades, realitza immersions que poden arribar als 4-5 m de fondària.

## Hàbitat
Igual que la baldriga pufí, es pot veure vora els penya-segats de l'Empordà i al voltant dels vaixells de pesca.

## Distribució geogràfica
És sedentària a la Mediterrània, on nia. A la tardor arriba a les costes d'Anglaterra i d'Irlanda, i retorna al Mediterrani vers el mes de febrer.

## Poblacions
La població mundial d'aquesta espècie arriba als 280.000–420.000 exemplars, essent les illes atlàntiques entre les Açores i les Canàries qui n'acullen la més gran quantitat. A Menorca se'n troba les colònies més importants de tot el Mediterrani occidental

## Costums
- És una espècie gregària que forma estols nombrosos.
- A alta mar és un ocell silenciós però a les colònies de cria, i de nit, és bastant sorollós.
- Vola amb llargs planeigs arran d'aigua entremesclats amb 3-4 cops d'ala pausats i flexibles.